# پل-هانری اسپاک
پل-هانری اسپاک (انگلیسی: Paul-Henri Spaak; زاده ۲۵ ژانویهٔ ۱۸۹۹ – درگذشته ۳۱ ژوئیهٔ ۱۹۷۲) یک سیاست‌مدار اهل بلژیک بود. او عهده‌دار نقشهای مهمی در سطح اروپا و جهان بوده‌است. او بارها در دولتهای سابق بلژیک از ۱۹۳۶ تا ۱۹۶۴، وزیر و نخست‌وزیر بوده‌است. او رئیس پارلمان اروپا و مجمع عمومی سازمان ملل متحد نیز بوده‌است. ایزابل اسپاک نوهٔ او است.